# Meglio non sapere
Meglio non sapere è un libro della scrittrice e giornalista Titti Marrone pubblicato da Laterza nel 2003 e giunto nel 2019 alla nona ristampa.  In forma di reportage narrativo, racconta la storia vera di tre bambini tra i 4 e i 6 anni deportati ad Auschwitz e l’incredibile odissea delle loro famiglie per ritrovarli.

## Trama
I personaggi al centro della vicenda sono Andra e Tatiana Bucci, le due italiane più giovani sopravvissute ad Auschwitz, il loro cuginetto Sergio De Simone, le loro madri, le sorelle Gisella e Mira. Andra ha quattro anni, sua sorella Tatiana ne ha sei come il cuginetto Sergio. È il 1944 e a Fiume i nazifascisti deportano la famiglia, di nove persone. La nonna viene subito gasata all’arrivo ad Auschwitz, i bambini vengono separati dalle madri. Gisella (madre di Sergio) e Mira (madre di Andra e Tatiana) rischiano la vita per raggiungere, quando possono, la baracca dei bambini. Qui Mira mostra alle sue piccole la foto del suo matrimonio. Alla fine, alle madri viene impedita ogni visita, mentre la vita dei bambini continua tra cadaveri, lividi e topi. Andra e Tatiana hanno di quel tempo una memoria principalmente sensoriale, olfattiva, basata sul freddo-caldo o sul contatto con coperte e abiti ruvidi. Successivamente hanno ricordato i giochi (”camera a gas”) e i giorni del lager, fino a quello in cui ai bambini in fila viene detto dalle SS: chi vuole tornare dalla mamma, faccia un passo avanti. È un trucco per operare, in modo composto, una selezione di bambini da offrire a un medico mediocre in cerca di cavie. Le bambine, preavvertite da una kapò che aveva preso a benvolerle, non cadono nel tranello. Sergio, nonostante le cuginette lo avessero avvertito, fa quel passo. Così venne selezionato con altri diciannove bambini per esperimenti e morirà con gli altri impiccato dai nazisti, occupati a nascondere le “prove” dei loro misfatti.
Andra e Tatiana, alla liberazione, vagano da sole nelle campagne, poi qualcuno le porta a Praga, in un centro di accoglienza della Croce Rossa. Di qui andranno a Lingfield, in Inghilterra, nella casa per orfani diretta da Alice Goldberger, allieva di Anna Freud. Sarà il ritorno alla vita per loro e per gli altri ospiti, come i bambini del campo di concentramento di Theresienstadt che non si separavano mai dal cucchiaio, avendo imparato nel lager che averlo salvava la vita perché voleva dire poter mangiare. Un giorno Alice mostrò loro una certa foto – quella del matrimonio dei genitori arrivata fin lì – e loro li riconobbero. Torneranno a casa, ma il primo incontro con la madre, dopo quasi due anni, fu durissimo.
A causa del loro ritorno, Gisella si convinse che pure Sergio possa tornare: è troppo bello, non possono averlo ucciso, si ripete. Sobbalza a ogni squillo di campanello, lo cerca per anni e anni in tutta Europa. Poi un giornalista tedesco, Günther Schwarberg, scopre la strage dei venti bambini, da tutti dimenticata. Ne trova le prove, vuole rintracciare i parenti, anche perché si costituiscano parte civile contro uno dei responsabili, che conduce una vita rispettabile ed è stimato da tutta Amburgo. Günther dà vita a un memoriale nella scuola di Amburgo dove i bambini vennero uccisi e invita Gisella nel 1985. Lei va e, nonostante nel lager avesse dovuto imparare il tedesco, chiude il cervello, disattiva l’udito. Non vuole, non può sapere che Sergio è morto. Torna a casa e non fa parola con nessuno di quanto ha appreso.
La storia è arrivata fino a Titti Marrone nel 1995, dieci anni dopo. Gisella era morta, suo figlio Mario, nato dopo la guerra, era stato invitato da Günther ad Amburgo per una nuova commemorazione. Subito dopo, sconvolto, andò a parlarne alla giornalista, responsabile della Cultura al Mattino di Napoli. Lì ad Amburgo aveva saputo nei dettagli tutto sulla morte di suo fratello. Aveva scoperto ciò che per la madre era impossibile accettare.

## Edizioni
- Titti Marrone, Meglio non sapere, 1ª ed., Coll. I Robinson - Letture, Laterza, Bari, 2003. ISBN 88-420-7044-0
- Titti Marrone, Meglio non sapere, 3ª ed., Coll. Economica Laterza, Laterza, Bari, 2009. ISBN 978-88-420-7888-3